# Leuchtturm Taran
Der Leuchtturm Taran (ehemals Brüsterort) befindet sich seit 1846 auf dem heutigen Gebiet der russischen Exklave Kaliningrad. Bis 1945 war er Teil von Groß Dirschkeim i. Ostpreußen (heute Donskoje). Er leuchtet nachts und auch tagsüber, wenn die Sicht auf See weniger als vier Seemeilen beträgt, und gewährleistet die sichere Anfahrt von NE in die Danziger Bucht zu den russischen Häfen Baltijsk und Kaliningrad sowie den polnischen Seehäfen Gdynia und Danzig.

## Lage
Das ehemalige Samland umfasste auch den Küstenbereich zwischen dem Frischen und dem Kurischen Haff. An diesem Abschnitt befindet sich der Küstenleuchtturm am Kap Taran (bis 1947 Brüsterort), um Seeleute vor den nördlich vorgelagerten, gefährlichen „Brüsterorter Steingründen“ zu warnen, die vier Kilometer ins Meer reichen. Als Orientierungsfeuer bildet der Leuchtturm eine Linie mit dem polnischen Leuchtturm Rozewie (ehemals Rixhöft) und ist die natürliche Grenze der Danziger Bucht. Benachbarte Leuchttürme stehen im litauischen Klaipėda (ehemals Memel) und in Baltijsk (ehemals Pillau).

## Geschichte

Brüsterort, an der Bernsteinküste der Ostsee zwischen Kurischer Nehrung und Frischer Nehrung, auf einer Landkarte von 1910

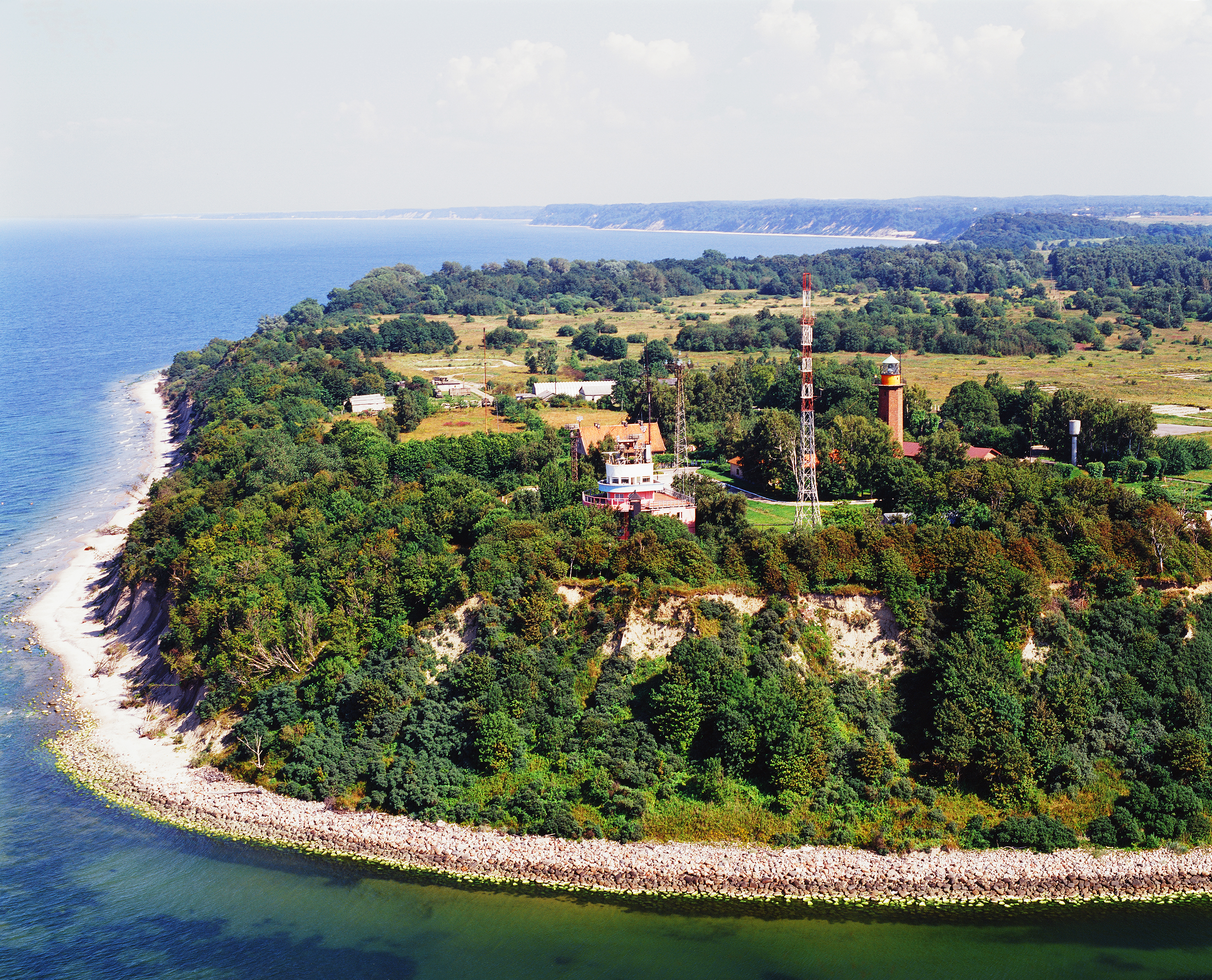
Luftbild Kap Taran, 2003

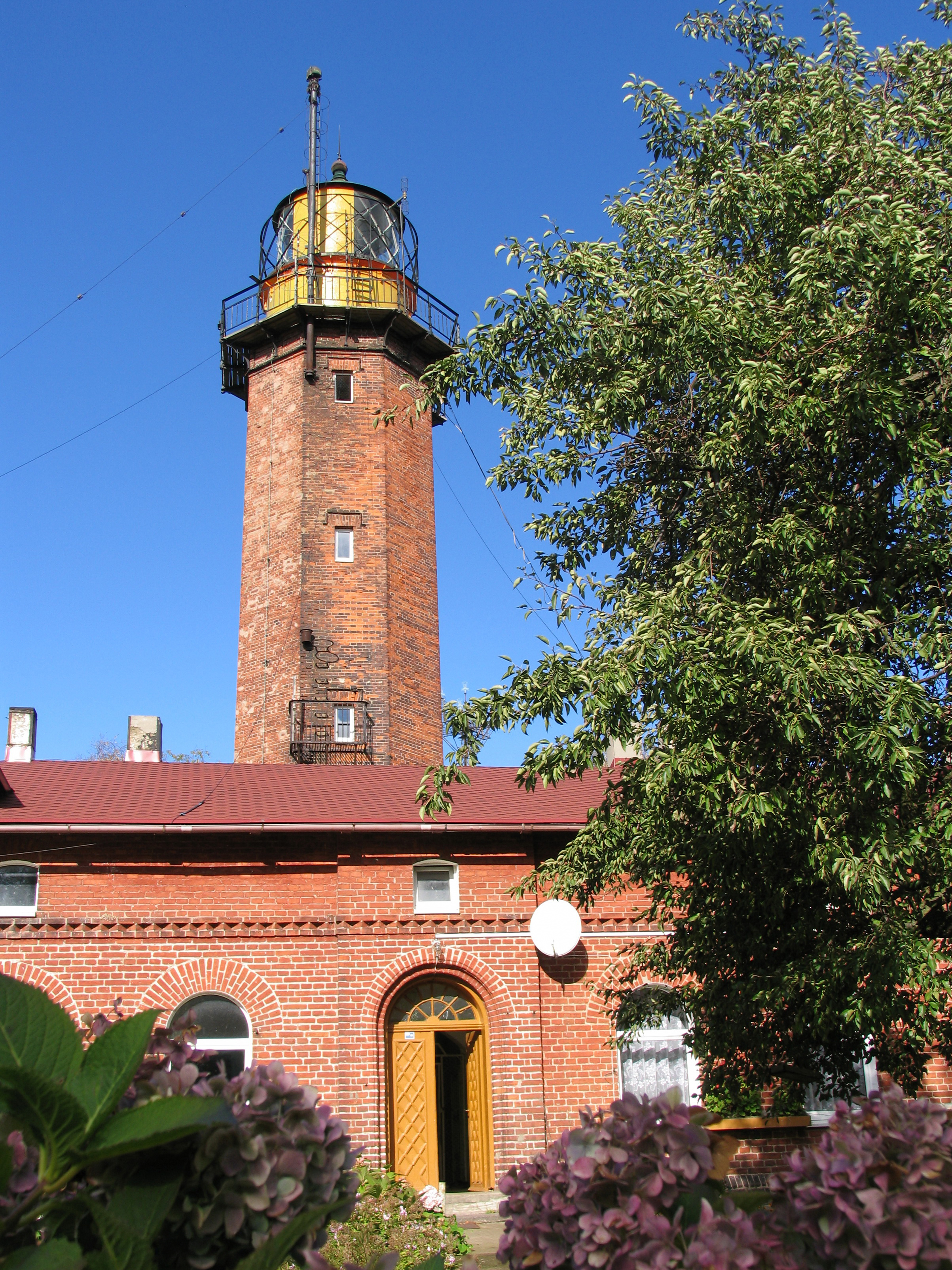
Am Leuchtturm, 2011

Nach zahlreichen Schiffsunglücken wurde erst 1709 als Schutz vor dem Steinriff, das hier unter der Wasseroberfläche vier Kilometer lang in die Ostsee hineinragt, auf dem Kap Brüsterort eine Warnleuchte angebracht. Das Leuchtfeuer wird erstmalig in einem Erlass des preußischen Königs Friedrich Wilhelm III. vom 15. Februar 1806 erwähnt, dass damals neben Memel und Pillau auch Brüsterort befeuert wurde. Der Erlass ordnete an, dass die genannten Feuer, die bis dahin nur sieben Monate im Jahr brannten, von nun an zehn Monate brennen sollen, nur im Juni und Juli nicht. Wahrscheinlich ist, dass die genannten Orte mindestens seit den 1790er Jahren dann mit Feuerbaken befeuert wurden.
Erst nach der endgültigen Befreiung Europas und dem Sturz Napoleons kam es in Preußen mit dem Deutschen Bund zur Bildung eines lockeren Bündnisses von Staaten. Unter der Leitung von Peter Beuth auf der „Stelle eines vortragenden Raths bei der General Verwaltung für Gewerbe und Handel“ wurde eine umfangreiche Befeuerung der preußischen Küste begonnen. Nach der Turmerhöhung Memel (1819) wurden neu erbaut Rixhöft (1822), Arcona (1824), Hela (1826) und Jershöft (1830). In der nachfolgenden Zeit bis zur Jahrhundertwende sind weit mehr als 20 Seefeuer an der deutschen Küste in Dienst gestellt worden.
Ludwig Alexander Veitmeyer unternahm 1845 eine Studienreise nach Frankreich im Auftrag des preußischen Ministeriums für Öffentliche Arbeiten und auf Beuths Veranlassung. Er sollte das dortige Leuchtfeuerwesen studieren sowie die Abnahme der Leuchtfeueroptik für den Leuchtturm Brüsterort vornehmen, die von einer französischen Firma gefertigt worden war.
1846 errichtete man endlich auf dem Kap einen Leuchtturm mit einem Blinkfeuer, der als achteckiger Backsteinturm mit einer Höhe von 30,5 Metern, einer Galerie und einem kuppelförmigen schwarzen Dach gebaut wurde. Nebenan wurde das Leuchtturmwärterhaus errichtet.
1936 wurde auf dem Turm ein neuer lichtoptischer Apparat der Berliner Firma Julius Pintsch AG installiert, der ein weißes Gruppenblitzlicht (drei um den optischen Teil des Apparates rotierende Schirme) gab, mit einer Periode von 13 Sekunden.
Bereits im Mai 1946 konnte der Leuchtturm, jetzt in der Verantwortung der Baltischen Flotte, seinen Betrieb wie in den Vorkriegsjahren wieder aufnehmen und 1956 wurde ein neuer lichtoptischer Apparat installiert und somit eine Tragweite von 21 Seemeilen erreicht.
Der heutige Leuchtturm-Komplex umfasst neben dem alten Leuchtturm drei Funkfeuer unterschiedlicher Verwendung sowie ein Nebelhorn und erforderliche Diesel-Aggregate für die Notstromversorgung.
Bereits früher nutzte die Reichswehr das umliegende Gelände als Schießplatz. Es wurde nach 1933 zu einer großen Flakübungsstellung ausgebaut. Daneben entstand ein Landeplatz für die Flugzeuge, die Luftzielsäcke für die Flakübungen schleppten. Während des Zweiten Weltkriegs waren hier verschiedene Flugzeugführerschulen stationiert. Die Rote Armee besetzte im April 1945 den Fliegerhorst und das anliegende Leuchtturmgelände, das seither für den öffentlichen Zugang gesperrt ist.
Nach dem Ende des Zweiten Weltkriegs gingen 1945 alle Gebäude des Leuchtturms und seine technischen Mittel in das Eigentum der UdSSR über und der Teil Königsberg von Ostpreußen wurde zum Territorium der Sowjetunion.
Ein großer Teil des Kap Taran ist bis heute militärisches Sperrgebiet, innerhalb dessen sich der Leuchtturm-Komplex befindet. Ein freier Zugang ist nicht möglich.
Mehrfach fanden auch Raketenschießabschnitte der Volksmarine mit Einheiten des Küstenraketenregiments (KRR-18) auf diesem Gelände und im Zusammenwirken mit Raketenschnellbooten und Raketenschiffen der 6. Flottille im Seegebiet vor Baltijsk und Kap Taran, letztmals im Juli 1989, statt.